# Trang viên tại Bierkowice

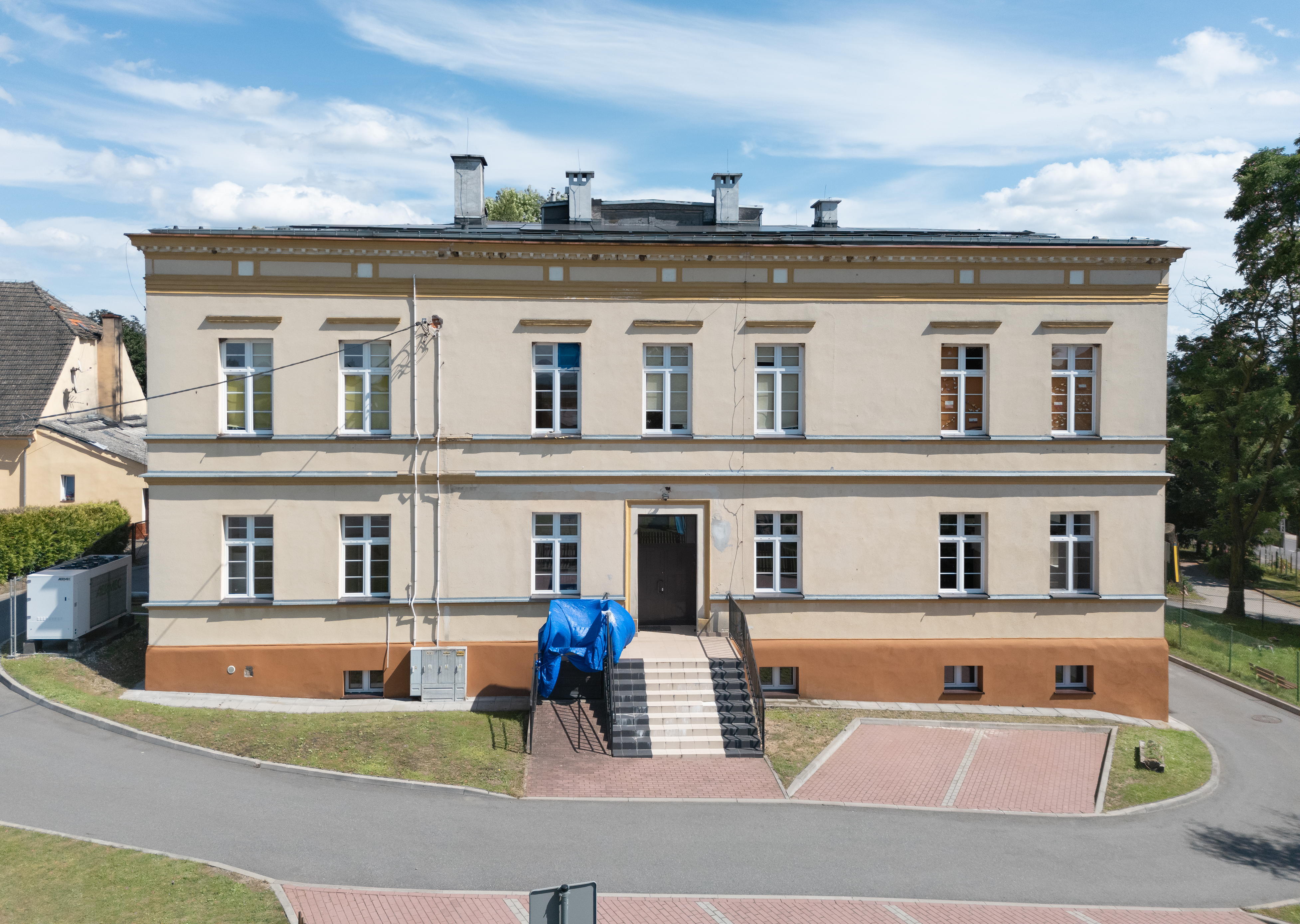
Trang viên tại Bierkowicace

Trang viên tại Bierkowice (tiếng Ba Lan: Dwór w Bierkowicach) được  Charlotte von Zedlitz-Neukirch xây dựng sau năm 1840 và thuộc sở hữu tư cho đến năm 1920. Hiện tại, trên nền đất trang viên có xây dựng một trường tiểu học.

## Vị trí
Trang viên nằm ở Bierkowice, một ngôi làng ở Ba Lan thuộc gmina Kłodzko (gmina là đơn vị hành chính tương đương xã), quận Kłodzko, tỉnh Dolnośląskie . Trang viên nằm gần ngã tư tỉnh lộ số 381 với đường đến Łączna.

## Lịch sử
Trang viên xây dựng vào thế kỷ 18 . Năm 1840, trang viên Bierkowice là tài sản của nữ bá tước Charlotte von Zedlitz-Neukirch.  Người kế nhiệm là con gái nữ bá tước tên là Florentyna von Zastrow . Trang viên được tái thiết vào thế kỷ 20.  Hiện tại, trên nền đất trang viên có xây trường tiểu học .

## Kiến trúc trang viên
Trang viên là một ngôi nhà hai tầng, xây dựng trên mặt bằng có hình chữ nhật, mái nhà có độ dốc thấp. Một cổng vòm tuyệt đẹp nằm ở mặt tiền phía đông.   Trong vùng lân cận của trang viên còn sót lại khu công viên . Phía trước hàng rào có một bức tượng chúa Giê-su bị treo trên cây thánh giá từ thế kỷ 19 với những nét đặc trưng của nghệ thuật dân gian .

## Hình ảnh

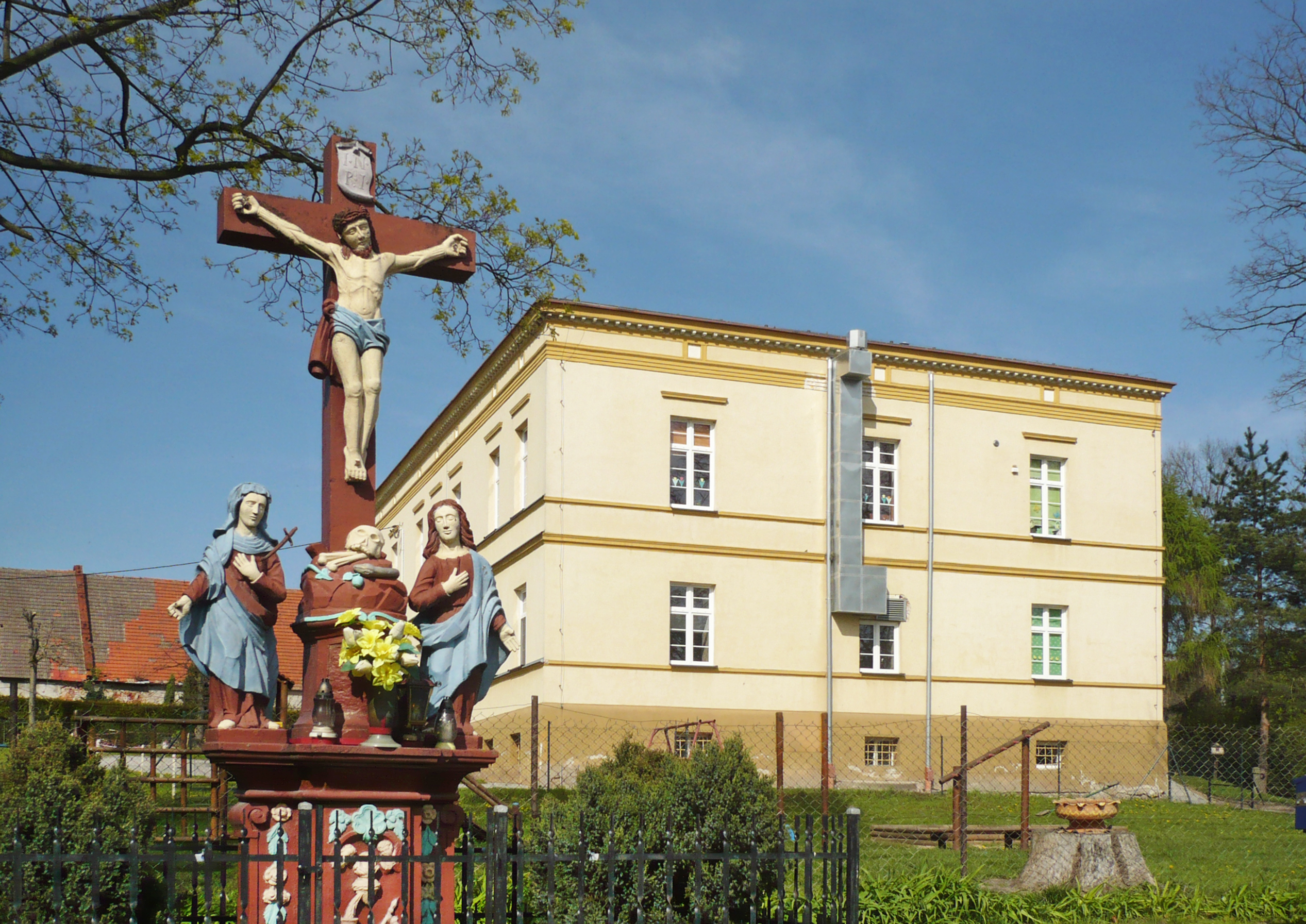
Trang viên và trượng Giê-su
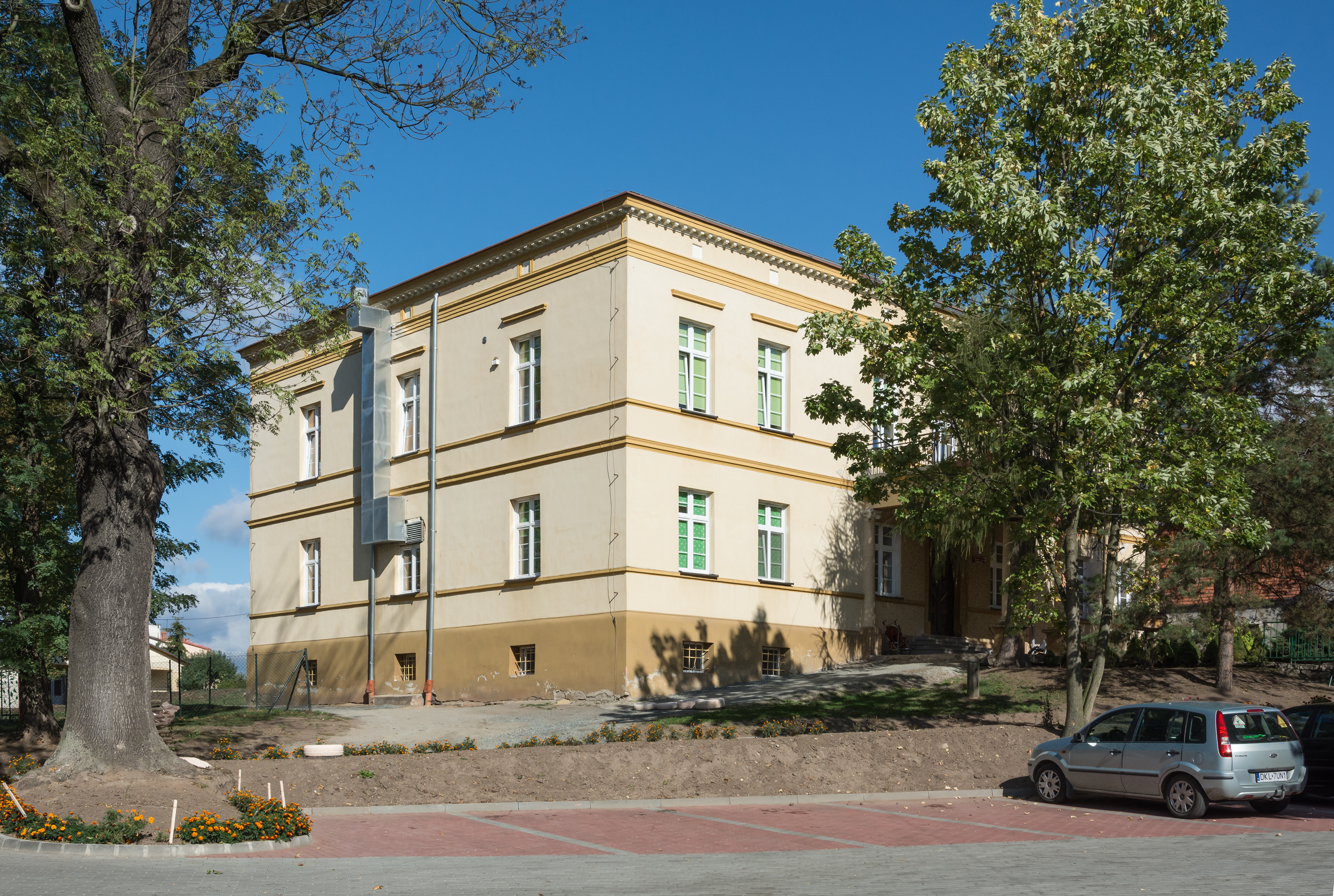
Trang viên
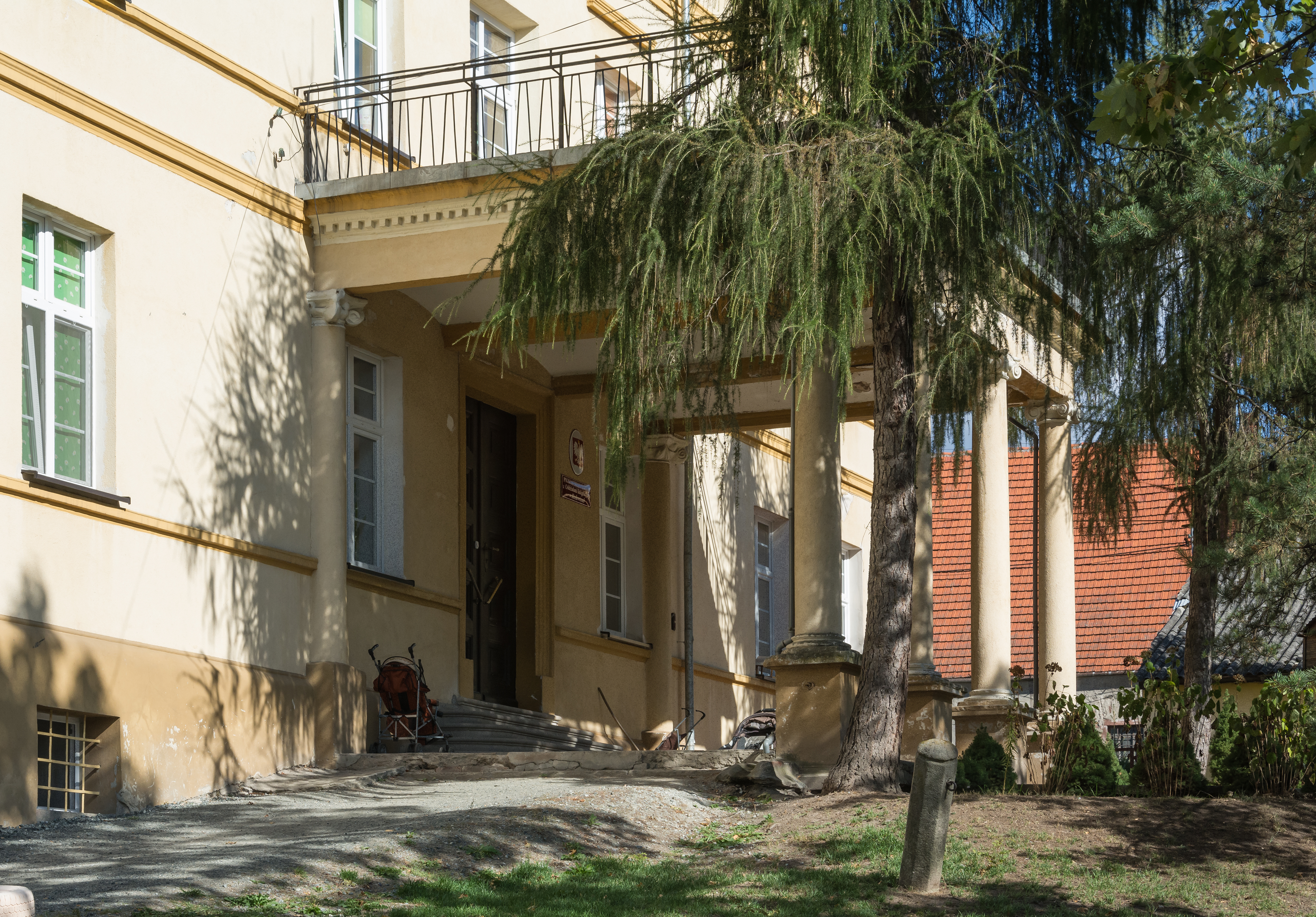
Cổng vòm của trang viên
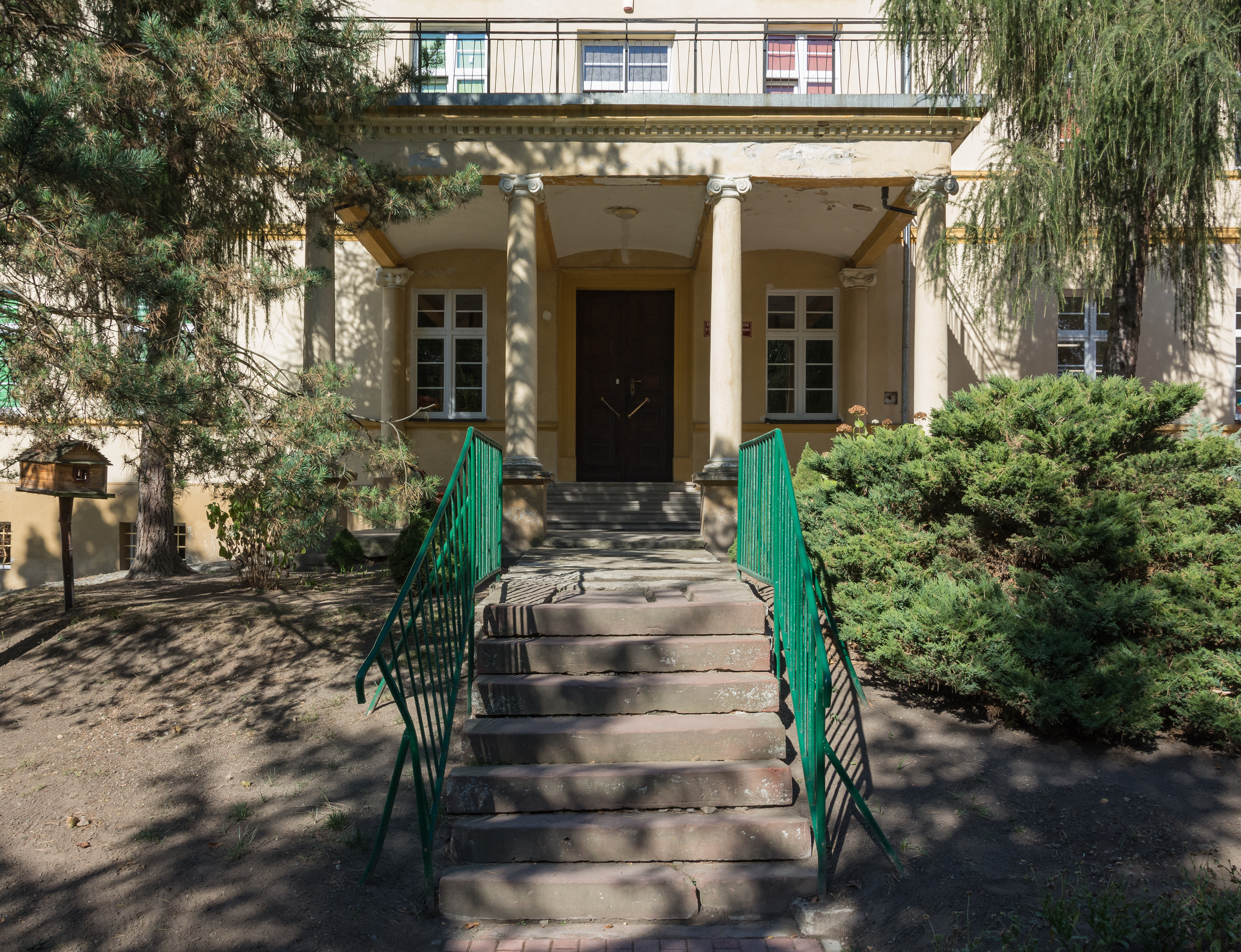
Cổng vòm của trang viên